# 河南留学欧美预备学校
河南留学欧美预备学校是中华民国北洋政府时期位于河南开封河南贡院旧址的一所培养留学生为目地之预备学校，教学内容以英文、德文、法文为主。由河南当地教育官员和教育界人士于1912年春上书河南当局，提议办学，时任中华民国临时大总统袁世凯得知消息后予以支持，1912年9月下旬正式开学，至1923年被新成立的中州大学所取代。

## 历史
1912年春，时任河南省教育总会会长兼河南教育司长李时灿、河南提学使陈善同、省学务公所议员王敬芳、教育司长林伯襄等人上书当局，陈述办学之必要，倡议引进西学，谋求强省富民之道。
1912年4月29日，王敬芳等人在《大中民报》刊布《筹办留学欧美预备学校公启》。文中说：“事成于人，人成于学”，“担当大事，则非有世界知识及专门知识，必不能胜任而有功”，“夫国之强，强于学，一省亦然”，“举国自由，中州独后，河南之不若人甚矣”，“根本之救治法若何？是非多遣留学欧美，以造就真才不可”，“河南各中学迟钝、腐靡，不足养成留学资格固矣。既名高等学校者，按其实际，亦难言 之”，“预备学校所以不能不专设也”。河南时任都督张镇芳向河南省临时议会发咨文，经议定，同意建议河南留学欧美预备学校。
1912年8月25日开封《自由报》刊布《河南提学司招考留学欧美预科学生广告》。至9月下旬，首届140名新生入校上课。河南现代高等教育的序幕由此拉开。自1912年9月开学至1923年3月改为中州大学，河南留学欧美预备学校历时12年，培养662人，计7届10班。

## 校歌
| 河南留学欧美预备学校校歌           |
| 母校啊，我爱你的悠悠斋楼，深深庭院 |
| 书海珍藏，大师不倦                 |
| 历久弥新永难忘                     |
| 是你那名校风范                     |
|                                    |
| 开封啊，我爱你那城墙叠摞，寺观庄严 |
| 历史传奇，光照尘寰                 |
| 帝王英武留迹处                     |
| 是你那名城风范                     |
|                                    |
| 河南啊，我爱你那茵茵沃野，巍巍青山 |
| 古国心脏，经史之源                 |
| 人文初祖肇始处                     |
| 是你那名乡风范                     |
|                                    |
| 中国啊，我爱你的悠久历史，广大幅员 |
| 惟愿故土，前程灿灿                 |
| 国富民强带笑看                     |
| 是你那名邦风范                     |

## 校长
- 林伯襄，1912.8～1916
- 丁德合，1916～1918
- 李敬斋，1918～1919
- 张鸿烈，1919.8～1922.9